# Tamás Tóth (Filmregisseur)
Tamás Tóth (* 15. September 1966 in Budapest), zuweilen auch unter dem Namen Tamás T. Tóth geführt, ist ein ungarischer Filmregisseur, Drehbuchautor, Kameramann, Szenograf, Maler und Grafiker.

## Biografie
Obwohl in Budapest geboren, verbrachte Tamás Tóth seine ersten Lebensjahre in einem kleinen Dorf im Bakonygebirge, wohin seine Eltern nach ihrem Lehrerstudium geschickt wurden. Nach Versetzung der Eltern in die politische Verwaltung von Veszprém besuchte Tóth die dortige Grundschule, während sein Vater im örtlichen Parteikomitee und seine Mutter bei der Gewerkschaft tätig war. Aufgrund dieser Stellung konnte die Familie schließlich auch wieder nach Budapest zurückkehren, wo Tóth ab 1974 weitere sechs Jahre die reguläre Schule besuchte und anschließend aufs Kölcsey-Gymnasium wechselte. Allerdings nur solange, bis – er hatte gerade sein zweites Gymnasialjahr hinter sich – seine Eltern plötzlich packen und nach Moskau umziehen mussten, wohin man seinen Vater 1982 zum Dienst im dortigen diplomatischen Korps delegiert hatte. Seinen Eltern in die Sowjetunion folgend, lebte Tóth dort anschließend ohne Unterbrechung von 1984 bis 1990, anfangs unter diesem Schritt als einem schmerzhaften Einschnitt in sein Leben leidend. Inzwischen aber denke ich, dass das, wie Tóth Jahre später anmerkte, ein Vorteil war, weil ich dadurch von 1983 bis jetzt, von Breshnew an und durch alles Folgende Augenzeuge all dessen wurde, was in diesem Imperium geschah. Und ich nun auch genauso in Moskau zuhause bin.
Tóths künstlerische Biografie hingegen reicht bereits zurück bis in die Mitte der 70er Jahre, als er, gerade einmal 10 Jahre alt, eines der Gründungsmitglieder des zu dieser Zeit von dem Filmregisseur Ferenc Varsányi in Budapest geleiteten ersten europäischen Kinder-Trickfilmstudio war. Ursprünglich mit der Absicht, Regie an der Budapester Hochschule für Theater- und Filmkunst (jetzt Universität für Theater und Filmkunst) zu studieren, wechselte Tóth jedoch nach dem ersten Kurs nach Moskau, wo er 1985 die Aufnahmeprüfung des berühmten Staatlichen All-Unions-Instituts für Kinematographie (WGIK, heute Gerassimow-Institut für Kinematographie) bestand und sein Regiestudium 1990 mit seinem Diplomfilm „Сумасшедший и ангел“ (Madman and Angel), gedreht übrigens zusammen mit Sergei Kozlov als seinem Kameramann, erfolgreich abschloss. Drei Jahre später schließlich debütierte Tóth dann auch als Kinofilmregisseur mit der mehrfach ausgezeichneten russisch-ungarischen Koproduktion „Дети чугунных богов“ (Children of Cast Iron Gods, für gewöhnlich jedoch häufiger unter dem kürzeren Titel Children of Iron Gods bekannt).

## Filmografie
- 1987: „Rio“, TV-Kurzfilm, 30 min – Regie
- 1987: „Doktor Minorka Vidor nagy napja“ (Doctor Vidor Minorka’s Great Day), Spielfilm von András Sólyom – Regieassistenz
- 1989/1990: „Őrült és angyal / Сумасшедший и ангел“ (Madman and Angel), Kurzfilm (HU/SU), 48 min – Regie, Drehbuch
- 1993: „Vasisten gyermekei / Дети чугунных богов“ (Children of Cast Iron Gods), Spielfilm (RU/HU), 78 min – Regie[4]
- 1995: „Birodalmi helytartók“ (Governors of Empire), TV-Dokumentarfilm-Serie, 2x35 min – Regie, Kamera
- 1995/1996: „A KGB alkonya“ (The Fall of the KGB), TV-Dokumentarfilm-Serie, 3x45 min – Regie, Kamera[5]
- 1998: „Natasa / Наташа“ (Natasha), Spielfilm (HU/RU), 90 min – Regie, Drehbuch[6]
- 1999: „A kés“ (The Knife), TV-Kurzfilm, 30 min – Regie, Drehbuch
- 2000/2001: „Anarchisták“ (Anarchists), Spielfilm, 80 min – Regie, Drehbuch
- 2002/2003: „Konyha“ (Kitchen), Kurzfilm (mit László Kollár-Klemencz), 13 min – Regie
- 2002/2003: „Rinaldó“ (Rinaldo), Spielfilm, 82 min – Regie, Drehbuch[7]
- 2004: „Bharatanatyam“ (About Bharatanatyam), TV-Dokumentarfilm, 20 min – Regie
- 2004: „Kornél“ (Kornel), TV-Kurzfilm, 28 min – Regie, Drehbuch
- 2006: „Caddilac Drive“, TV-Dokumentarfilm-Serie, 1.-6. Folge, 6x45 min – Regie
- 2007: „Farkas / Волк“ (Wolf), Spielfilm (HU/RU), 72 min – Regie, Drehbuch, Schnitt[8][9]
- 2008/2009: „Yantra“, experimenteller Ballettfilm, 17 min – Regie
- 2010: „Guru“, Dokumentar-Spielfilm (HU/IN), 72 min – Regie, Drehbuch
- 2014: „Budapest Bar“ (Budapest Bar – The Film), TV-Dokumentarfilm, 52 min – Regie
- 2014/2015: „Родина“ (Homeland), TV-Serie (RU) – Co-Regie
- 2015: „Holdon át“ (Over the Moon), Experimentalfilm, 20 min – Regie
- 2015: „Szentendre Swamimalai“, TV-Dokumentarfilm, 52 min – Regie
- 2016: „Élni muszáj“ (One must live), TV-Dokumentarfilm, 60 min – Regie
- 2018: „Shyrakshy. The Guardian of the Light“, Spielfilm von Ermek Tursynov (KZ), 95 min – Regieassistenz
- 2018: „A Soha, a Mindig és a Pillanat“ (Never, Always and a Wink), TV-Dokumentarfilm, 52 min – Regie, Drehbuch
- 2019: „Álombozót“ (Dreambush), TV-Dokumentarfilm, 52 min – Regie, Drehbuch
- 2020: „A paradicsommadár“ (The Bird of Paradise), TV-Dokumentarfilm, 52 min – Regie, Drehbuch
- 2012/2022: „Frici & Aranka“, TV Spielfilm, 81 min – Regie
- 2022: „A mívesség megszállottja“ (Obsessed with Finesse), TV-Dokumentarfilm, 52 min – Regie, Drehbuch
- 2022: „Өлiaрa - Oliara“, Spielfilm (KZ), 91 min – Regie, Co-Drehbuch[10]

## Preise
- 1993 „Vasisten gyermekei / Дети чугунных богов“
  - 1993 Preis für die beste Kamera für Sergei Kozlov beim Filmfestival „Kinotawr“ Sotschi
  - 1993 Preis der Russischen Filmklubföderation beim Filmfestival „Kinotawr“ Sotschi[11]
  - 1993 Preis der Italienischen Filmklubs beim Independent Film Festival Rom
  - 1994 Hauptpreis bei der Ungarischen Filmschau Budapest
  - 1994 Nika-Preis der Russischen Akademie für Filmkünste für das Beste Drehbuch für Petr Luzik und Sergej Samorjadow sowie 2 Nika-Nominierungen für Beste Regie und Beste Kamera[12]
- 1995/1996 „A KGB alkonya“
  - 1996 Preis für die beste Regie in der Kategorie Dokumentarfilm bei der Ungarischen Filmschau Budapest
- 2002/2003 „Rinaldó“
  - 2003 Preis für Lajos Kovács als besten Nebendarsteller bei der Ungarischen Filmschau Budapest
- 2007 „Farkas / Волк“
  - 2008 Preis für die beste Regie beim European Independent Film Festival Paris[13]